# Глузман Олександр Володимирович
Олекса́ндр Володи́мирович Глу́зман (нар. 15.04.1955, м. Єнакієве, Донецька обл., УРСР) — педагог, доктор педагогічних наук, працював ректором Кримського гуманітарного університету та Гуманiтарно-педагогiчної академiї Кримського Федерального унiверситету iм. В.I. Вернадського (м. Ялта) до грудня 2019 р. Наразi очолює кафедру музичної педагогіки та виконавства Гуманiтарно-педагогiчної академiї. 

## Життєпис
1974 року закінчив Сєвєродонецьке музичне училище за класом фортеп'яно, 1979 — Казанський педагогічний інститут.
Викладав у Стерлітамаку, в педагогічному інституті в Башкортостані, з 1989 — у Таврійському університеті (Сімферополь), 1995 — професор і завідувач кафедри педагогіки. З 1999 — ректор Кримського гуманітарного університету в Ялті.
2004—2005 — міністр освіти і науки АР Крим. Головний редактор журналу «Гуманітарні науки» (Київ, від 2001). Досліджує методологічні проблеми розвитку ВШ в Україні та за кордоном.

## Роботи
- «Университетское педагогическое образование: Опыт системного исследования». 1996;
- «Очерки университетского педагогического образования в Украине». 1997;
- «Профессионально-педагогическая подготовка студентов университета: Теория и опыт исследования». 1998;
- «Психологическая деятельность менеджера: Учебное пособие», 2004 (співавтор).

## Звання й нагороди
- Доктор педагогічних наук (1998),
- професор (2000),
- член-кореспондент АПН України (2007).
- Дійсний член, академік Міжнародної кадрової академії (Київ),
- Академії педагогічних та соціальних наук (Москва).
- Психолог найвищої категорії (1996).
- Відмінник освіти України (1998).
- Заслужений працівник освіти АР Крим (2003).
- Заслужений працівник освіти України (2004).
- Нагороджений орденом Нестора Літописця (2005).
- Лауреат Премії АР Крим.
- Орден «За заслуги» III ступеня (2012)[5].